# منتخب إسبانيا تحت 18 سنة لهوكي الجليد للرجال
منتخب إسبانيا تحت 18 سنة لهوكي الجليد للرجال هو ممثل إسبانيا الرسمي في المنافسات الدولية في هوكي الجليد تحت 18 سنة.

## طالع أيضًا
- منتخب إسبانيا تحت 18 سنة لهوكي الجليد للسيدات